# Аквавива (Салерно)
Аквавива (итал. Acquaviva) је насеље у Италији у округу Салерно, региону Кампанија.
Према процени из 2011. у насељу је живело 55 становника. Насеље се налази на надморској висини од 307 м.